# Longissithorax myanmarensis
Genre
Espèce
Longissithorax myanmarensis, unique représentant du genre Longissithorax, est une espèce fossile d'araignées aranéomorphes de la famille des Tetrablemmidae.

## Distribution
Cette espèce a été découverte dans de l'ambre de Birmanie. Elle date du Crétacé.

## Étymologie
Son nom d'espèce, composé de myanmar et du suffixe latin -ensis, « qui vit dans, qui habite », lui a été donné en référence au lieu de sa découverte, le Myanmar.

## Publication originale
- Wunderlich, 2017 : New and rare fossil spiders (Araneae) in mid Cretaceous amber from Myanmar (Burma), including the description of new extinct families of the suborders Mesothelae and Opisthothelae as well as notes on the taxonomy, the evolution and the biogeography of the Mesothelae. Beiträge zur Araneologie, vol. 10, p. 72–279.